# Сухое (Омская область)
Сухо́е — село в Горьковском районе Омской области. Административный центр Суховского сельского поселения.

## История
Основано в 1770 году. В 1928 году деревня Суховская состояла из 128 хозяйств, основное население — русские. В административном отношении являлась центром Суховского сельсовета Бородинского района Омского округа Сибирского края.

## Население
| 2002 | 2010  | 2021 |
| ---- | ----- | ---- |
| 1145 | ↘1018 | ↘954 |

## Улицы
| - ул. 25 Партсъезда, - ул. Головачёва, - ул. Демьяновская, - ул. Карбышева, | - ул. Кирова, - ул. Комарова, - ул. Первомайская, - ул. Рабочая, | - пер. Северный, - ул. Строителей, - ул. Школьная. |